# Förförelse av ungdom
Förförelse av ungdom var ett sexualbrott i Sverige som reglerades i brottsbalkens 6 kap. 10 § och som definierades på följande sätt: "Den som genom att utlova eller ge ersättning skaffar eller söker skaffa sig tillfälligt sexuellt umgänge med någon som är under arton år, döms för förförelse av ungdom till böter eller fängelse i högst sex månader".
Genom Sveriges regerings propostion En ny sexualbrottslagstiftning (2004/05:45) upphävdes brottet. Idag är köp av sexuell handling av barn kriminaliserat i brottsbalkens 6 kap 9 §. , med en straffskala från böter till två års fängelse. Även att främja eller utnyttja ett barn under femton år för sexuell posering eller förmå barn under femton år till sexuell handling är särskilt kriminaliserat sedan 2004.
Sedan 1 januari 2020 har man ersatt Köp av sexuell handling av barn, där det nuförtiden heter Utnyttjande av barn genom köp av sexuell handling. 
Med den nya namnet Utnyttjande av barn genom köp av sexuell handling har riksdagen tagit bort böter i straffskalan. Nu är straffskala fängelse i högst fyra år.
Man vill markera allvaret i att köpa sex av barn under 18 år, och markeringen är att minimumstraffet ska vara fängelse och inte böter.